# Queensway (métro de Londres)
Queensway (en anglais : Queensway tube station, ou Queensway Underground station), est une station de la ligne entral du métro de Londres, en zone 1 Travelcard. Elle est située sur la Bayswater road dans la cité de Westminster, sur le territoire du Grand Londres.

## Histoire
Elle était ouverte avec le reste de la section centrale de la ligne en 1900 avec le nom de Queen's Road, qu'elle égalait avec la rue où son entrée était située. Le 9 septembre 1946 la station était renommée Queensway, avec la rue.

## À proximité
- Bayswater